# چراغو خاموش کن (میکس‌تیپ)
چراغو خاموش کن (به انگلیسی: TURN OFF THE LIGHT) دومین میکس‌تیپ از خوانندهٔ آلمانی کیم پتراس می‌باشد که در اصل در ۱ اکتبر سال ۲۰۱۹ از سوی سوی ناشر موسیقی وی که بان‌هد نام دارد، منتشر گردیده بود. این آلبوم در اصل قرار بود در دو جلد تحت نام‌های چراغو خاموش کن، جلد ۱ و جلد ۲ منتشر شود –  منتها در نهایت به‌عنوان یک آلبوم کامل منتشر شد که دربرگیرندهٔ هشت ترانه از جلد اول و نه ترانهٔ جدید برای جلد دوم بود.